# Cylindrophasia simillima
Cylindrophasia simillima är en tvåvingeart som först beskrevs av Fabricius 1805.  Cylindrophasia simillima ingår i släktet Cylindrophasia och familjen parasitflugor. Inga underarter finns listade i Catalogue of Life.